# (4256) Kagamigawa
(4256) Kagamigawa est un astéroïde de la ceinture principale.

## Description
(4256) Kagamigawa est un astéroïde de la ceinture principale. Il fut découvert le 3 octobre 1986 à Geisei par Tsutomu Seki. Il présente une orbite caractérisée par un demi-grand axe de 2,35 UA, une excentricité de 0,07 et une inclinaison de 3,0° par rapport à l'écliptique.

## Compléments